# Ortwin Czarnowski
Ortwin Czarnowski (nascido em 21 de julho de 1940) é um ex-ciclista alemão.
Czarnowski representou Alemanha Ocidental nos Jogos Olímpicos de 1968 no individual e contrarrelógio (100 km), realizadas na capital mexicana, Cidade do México.